# Nick Traina
Pour les articles homonymes, voir Traina.
Nicholas John Steel Traina (1er mai 1978 ~ 20 septembre 1997) est un chanteur américain membre du légendaire groupe punk rock Link 80. 

## Biographie
Né à San Francisco dans la région d'East Bay, Nick Traina est le fils de la romancière Danielle Steel et de John Traina, un célèbre homme d'affaires américain, lequel a adopté Nick lorsque celui-ci avait sept ans.
Il a commencé à jouer et à chanter avec son premier groupe à l'âge de treize ans. Il a rejoint le groupe Link 80 à seize ans et a joué avec eux durant trois ans, en faisant beaucoup de concerts et assurant quelques tournées en Californie notamment.
À cause des nombreux problèmes que Nick Traina a rencontrés dans son enfance, sa vie a inclus un certain nombre d'hospitalisations psychiatriques pour soigner sa dépendance aux drogues et pour le traitement de trouble bipolaire dont il souffrait dès son enfance. Et alors que sa mère essayait de l'aider, de lui apporter l'aide médicale nécessaire, Nick Traina décida d'arrêter de prendre son traitement et mourut à la suite de sa quatrième tentative de suicide. Il avait 19 ans.
Nick Traina a été enterré au Cypress Lawn Memorial Park cemetery à Colma, en Californie. Sa mère a raconté sa vie et ses combats contre la maladie dans son livre intitulé Un Rayon de Lumière: l'Histoire de Nick Traina.
En plus du livre de sa mère, plusieurs chansons ont été écrites à la mémoire de Nick, incluant Unbroken de Link 80, écrit par son ami et ancien guitariste du groupe Matt Bettinelli-Olpin, Catharsis d'All Bets Off et écrit par le meilleur ami de  Nick, Sammy Winston et Hé, Nick ! par les Whites Trash Debutantes.
Nick était ami avec Oscar Scaggs (fils du musicien Boz Scaggs), qui est décédé d'une overdose d'héroïne en 1998, ainsi que du musicien Max Leavitt, qui est décédé le 3 juin 2009.
Le 16 mai 1998, Danielle Steel a organisé un spectacle commémoratif pour son fils au club Slim à San Francisco, avec des groupes comme Link 80, Mu330, the Bruce Lee Band, Powerhouse, the Hoods, Subincision, All Bets Off et the Blast Bandits.

## Musique
En 1995, Nick devient le chanteur d'un jeune groupe punk prometteur de Berckley : « Link 80 ». Le groupe sort un premier album en 1997 intitulé Seventeen Reasons, puis en EP en avril de la même année Killing Katie. Le succès grandissant, la formation entame une tournée de dix semaines à travers les États-Unis. Malheureusement, les problèmes que rencontre Nick face à sa maladie et son attirance pour les drogues l'obligeront à quitter le groupe et à annuler la fin de la tournée.
Deux mois avant sa mort, en août 1997, il crée  une nouvelle formation qu'il appelle « Knowledge » avec des musiciens rencontrés lors de concerts et de spectacles. Le groupe enregistre une démo et assure quelques concerts avant le décès tragique de Nick Traina le 20 septembre 1997. L'album a été produit sous le label d'Asianman Record en 1998 et a été intitulé A Gift Before I Go.

## Un Rayon de Lumière: l'histoire de Nick Traina
"Document en même temps que témoignage bouleversant, ce livre est l'histoire d'une mère et de son fils. D'une mère, Danielle Steel, qui raconte son fils Nick, son rayon de lumière, mort à l'âge de 19 ans. C'est la vie de Nick, en même temps que la sienne et celle de sa famille, que Danielle Steel nous fait connaître et partager. C'est la lutte qu'elle mène contre le mal dont souffre Nick depuis son enfance, une psychose maniaco-dépressive, pour essayer de le soigner, de le sauver. Ce sont les joies et les angoisses de son fils, ses dons et talents artistiques, ses rires. C'est l'amour immense qu'elle lui porte, son incessant combat contre la maladie, la complicité qui les unit. C'est le message d'espoir et de vie qu'une mère adresse à tous ceux qui souffrent".

## Nick Traina Foundation
La fondation Nick Traina a été créée par Danielle Steel en 1998 à la mémoire de son fils. Elle vient en aide aux personnes atteintes de maladies mentales, aux musiciens et aux enfants en détresse, ainsi qu'à plusieurs associations caritatives." Nous avons essayé de mettre l'accent sur les questions qui étaient importantes pour Nick, et pour nous aussi. Il y a maintenant une bourse au Conservatoire de musique de San Francisco au nom de Nick.".
Tous les droits générés par le livre Un Rayon de Lumière sont versés à la fondation.
La seconde fondation inspirée par Nick est appelée Yo! Angel! Elle a été fondée environ deux ans après sa mort et vient en aide aux sans-abri de San Francisco. Inlassablement, Danielle Steel, accompagnée par des amis, parcourt les rues à la recherche de personnes dans le besoin et leur apporte de nouveaux vêtements, des outils, de la literie, de la nourriture et des fournitures d'hygiène. "Nous avons servi environ 3 000 personnes par an pendant près de dix ans, ce qui signifie qu'une fois encore, grâce à Nick, 30 000 personnes sans-abri ont reçu de l'aide.".